# Teguin (Krasnodar)
Teguin (del ruso: Тегин) es un jútor del raión de Labinsk del krai de Krasnodar, en el sur de Rusia. Está situado en el borde septentrional del Gran Cáucaso, en la cabecera del Bolshói Tegin, afluente del río Urup, tributario del Kubán, 71 km al sureste de Labinsk y 202 km al sureste de Krasnodar, la capital del krai. Está enclavado entre el raión de Otrádnaya y la república de Karacháyevo-Cherkesia. Tenía 7 habitantes en 2010.
Pertenece al municipio Ajmetovskoye.